# Nedre Sandsjön
Nedre Sandsjön är en sjö i Sandvikens kommun i Gästrikland och ingår i Gavleåns huvudavrinningsområde. Sjön är 2 meter djup, har en yta på 0,09 kvadratkilometer och befinner sig 154 meter över havet.

## Delavrinningsområde
Nedre Sandsjön ingår i det delavrinningsområde (673968-153910) som SMHI kallar för Mynnar i Lillån. Medelhöjden är 154 meter över havet och ytan är 3,91 kvadratkilometer. Det finns ett avrinningsområde uppströms, och räknas det in blir den ackumulerade arean 5,47 kvadratkilometer. Vattendraget som avvattnar avrinningsområdet har biflödesordning 3, vilket innebär att vattnet flödar genom totalt 3 vattendrag innan det når havet efter 71 kilometer. Avrinningsområdet består mestadels av skog (65 procent) och jordbruk (17 procent). Avrinningsområdet har 0,09 kvadratkilometer vattenytor vilket ger det en sjöprocent på 2,3 procent.